# (15379) Alefranz
(15379) Alefranz (1997 QG1) – planetoida z pasa głównego asteroid okrążająca Słońce w ciągu 3,86 lat w średniej odległości 2,46 j.a. Odkryta 29 sierpnia 1997 roku. Nazwa została zaproponowana przez jednego z dwóch odkrywców, astronoma Paolo Chiavenna, na cześć jego wieloletnich przyjaciół jakimi są dwaj znani głównie z telewizji włoscy komicy, Ale i Franz.